# Дадушкина, Любовь Васильевна
Любо́вь Васи́льевна Дадушкина (9 июля 1939, Луговой, Пензенская область — 17 ноября 2014, Ломовка, Пензенская область) — советский хозяйственный деятель, Герой Социалистического Труда.

## Биография
Родилась в 1939 году в посёлке Луговой. Член КПСС с 1968 года.
С 1954 года — на хозяйственной, общественной и политической работе. В 1954—1994 гг. — колхозница, звеньевая коноплеводческого звена в колхозе «Путь коммунизма», звеньевая колхоза «Россия» Лунинского района Пензенской области, агроном-семеновод этого же колхоза.
Указом Президиума Верховного Совета СССР от 30 апреля 1966 года присвоено звание Героя Социалистического Труда с вручением ордена Ленина и золотой медали «Серп и Молот».
Избиралась депутатом Верховного Совета РСФСР 7-го созыва, делегатом III Всесоюзного съезда колхозников, XVII съезда профсоюзов СССР.
После выхода на пенсию проживала в селе Ломовка Лунинского района. Умерла 17 ноября 2014 года.